# Château de Seifersdorf
Le château de Seifersdorf (en allemand : Schloss Seifersdorf) est un château néogothique situé à Seifersdorf, un village qui fait partie de la commune de Wachau au nord de Dresde en Saxe, Allemagne. Cet ancien siège seigneurial datant de 1530 a été reconstruit de 1818 à 1826 en un prétentieux château selon les plans de l'architecte Karl Friedrich Schinkel.
Autour du château on trouve un parc, dont le programme se poursuit dans la conception de la vallée de Seifersdorf  (Seifersdorfer Tal), un vaste jardin paysager aménagé vers la fin du XVIIIe siècle.

## Histoire
Un Wasserburg de bois est construit à cet emplacement dans la première moitié du XIIe siècle, lorsque la région appartenait au margraviat de Misnie. Après un incendie, ce château fort est reconstruit en pierre, situé à l'endroit de l'actuelle salle des fêtes, puis l'on construit une porterie du côté ouest. Le bâtiment est ensuite agrandi à l'est ; vers 1530, les propriétaires de la noble famille Haugwitz ont fait ériger un château résidentiel de style renaissance.

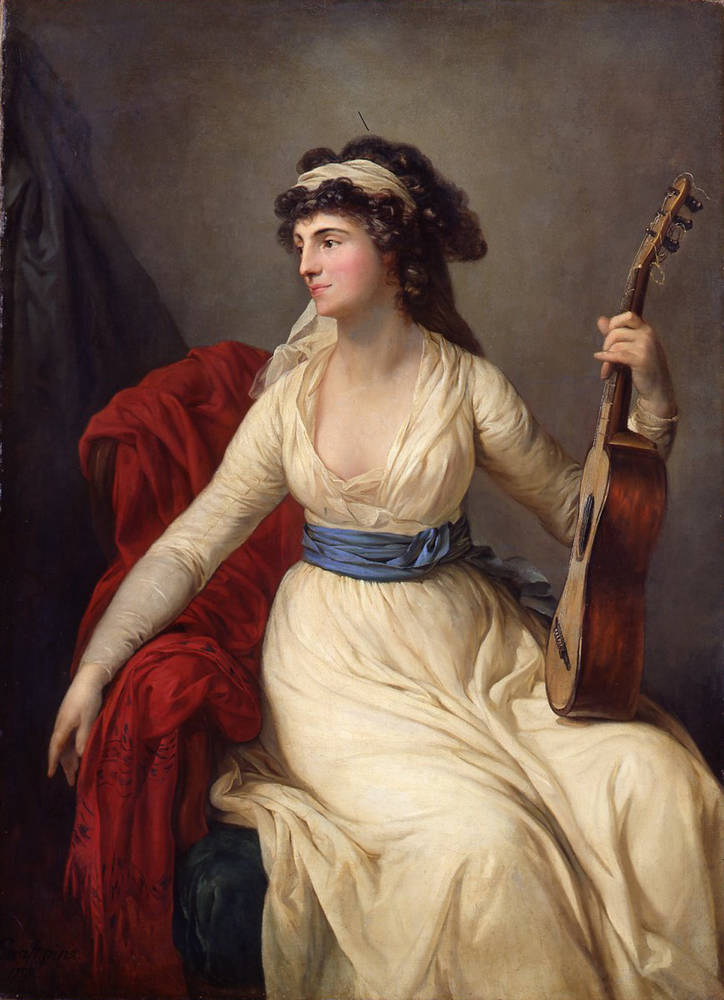
Christine von Brühl, portrait d'Anton Graff (vers 1795).

La famille Grünrodt fut propriétaire du château de 1586 à 1747 soit 161 années. Le comte Heinrich von Brühl fut récompensé à plusieurs reprises par les rois Auguste II et Auguste III en lui accordant des droits sur des domaines dont la famille propriétaire était vouée à disparaître faute de descendance. En 1732, par exemple, il reçut Seifersdorf. Lorsque Hans Georg von Grünrodt mourut à Seifersdorf en 1747 sans laisser d'héritier mâle, le domaine revint au premier ministre grâce à ce droit. Son fils Hanns Moritz (1746-1811) y demeure avec sa famille à partir de 1775. C'est son épouse, Christine von Brühl née Schleyerweber (1756-1816), qui fait dessiner en 1781 le parc à l'anglaise qui descend dans la vallée de Seifersdorf. Elégante, l'esprit vif et aux intérêts multiples, elle accueillait à Seifersdorf des intellectuels importants de toute l'Allemagne, dont Christoph Martin Wieland, Christian Gottfried Körner, Jean Paul, Caspar David Friedrich, Elisa von der Recke, Friedrich Schiller, Johann Gottfried Herder et Friedrich Gottlieb Klopstock.
Le fils de Christine, Carl von Brühl (1772-1837), fit reconstruire le château en style néogothique par le célèbre Karl Friedrich Schinkel. Le comte, intendant du Théâtre royal à Berlin, avait rencontré l'architecte lors de la reconstruction du théâtre sur la place du Gendarmenmarkt. Schinkel est arrivé en 1817 à Seifersdorf où il a conçu les premiers projets de transformation. Il relie les deux bâtiments et refait la façade ouest en style gothique anglais, où se trouve l'entrée principale. Il ne garde que les fondations de l'ancien château. Il existe désormais un château en U autour d'une cour, dont l'entrée d'honneur à l'est est précédée d'un pont de pierre qui la relie au parc dessiné en style anglais. Les petites tours crénelées, les pignons donnent un aspect médiéval au château. En même temps, en mai 1817, le compositeur Carl Maria von Weber a séjourné à Seifersdorf pour préparer la première de son nouvel opéra Der Freischütz qui a eu lieu le 18 juin 1821 à Berlin.
À la fin de la Seconde Guerre mondiale en 1945, les derniers propriétaires sont chassés et expropriés par l'administration militaire soviétique. Après différents usages, le château accueille une école maternelle et primaire et les services de l'administration municipale du temps de la république démocratique allemande. Ces derniers déménagent dans les années 1990 et l'école est fermée en 2004, malgré les protestations des habitants. Le château, aujourd'hui propriété de la municipalité de Wachau, accueille différentes associations locales. Il se visite. Les anciens communs, par contre, sont propriété privée et ne se visitent pas.

## Galerie

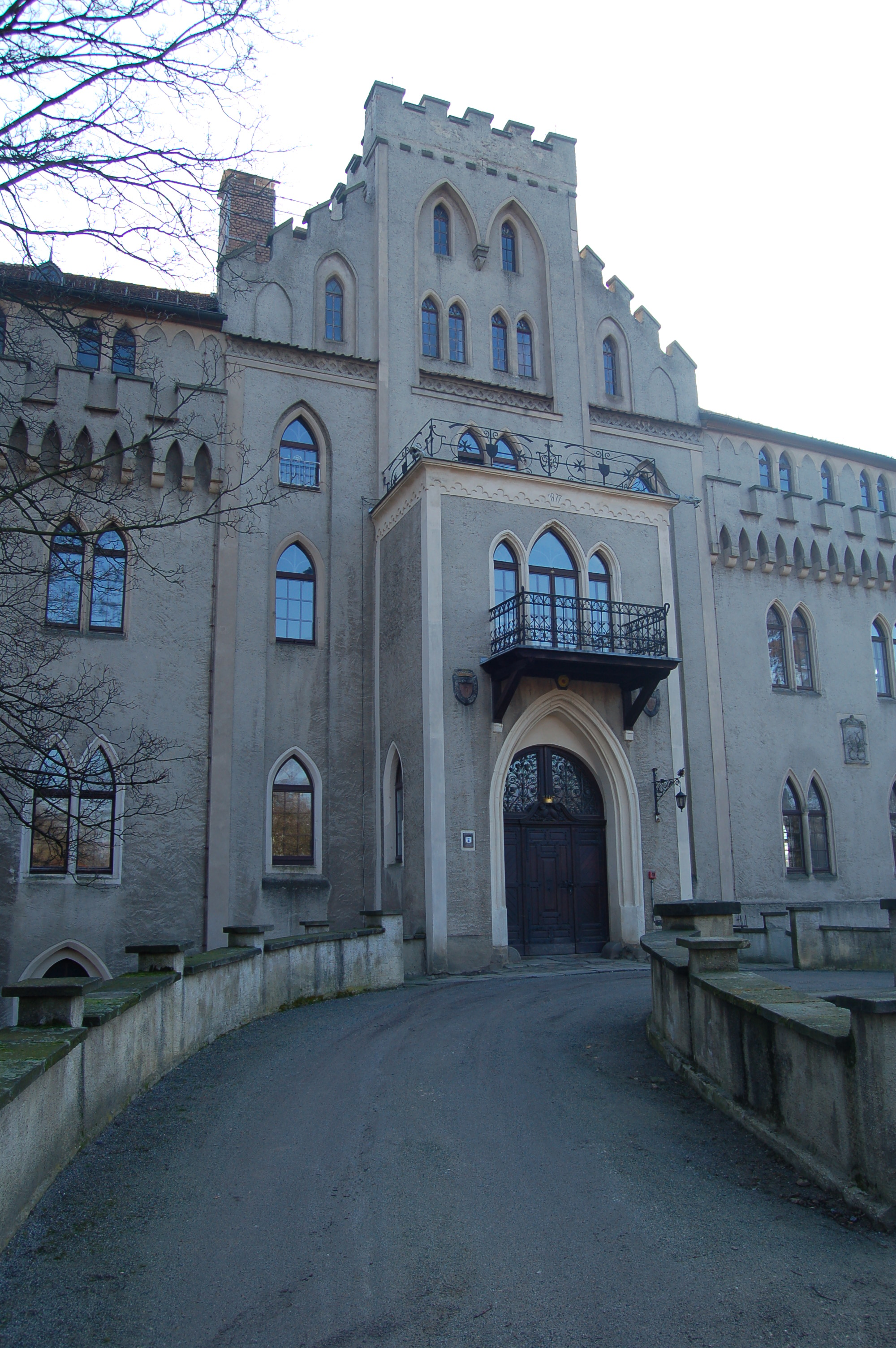
Entrée ouest du château.
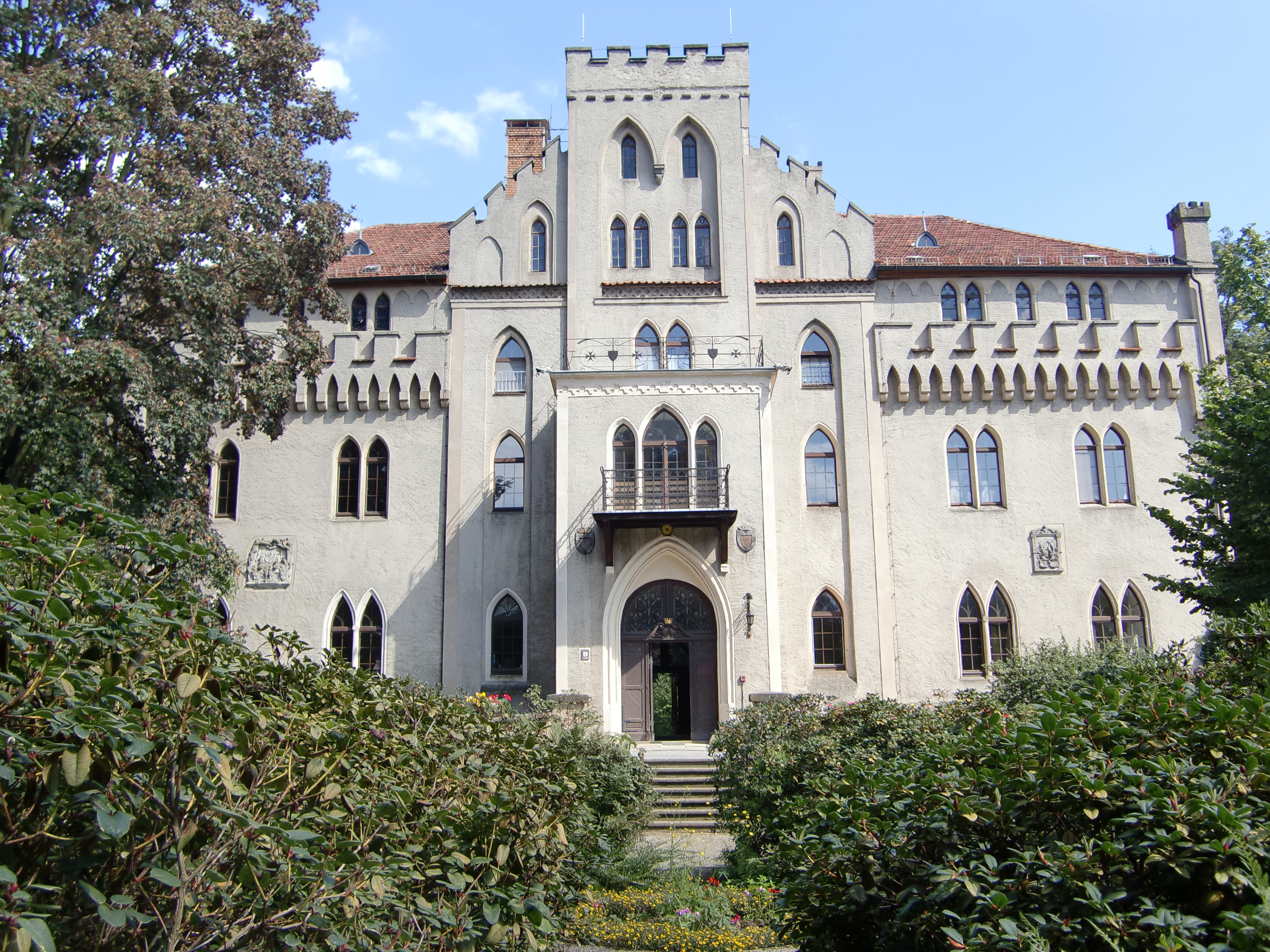
Façade ouest.
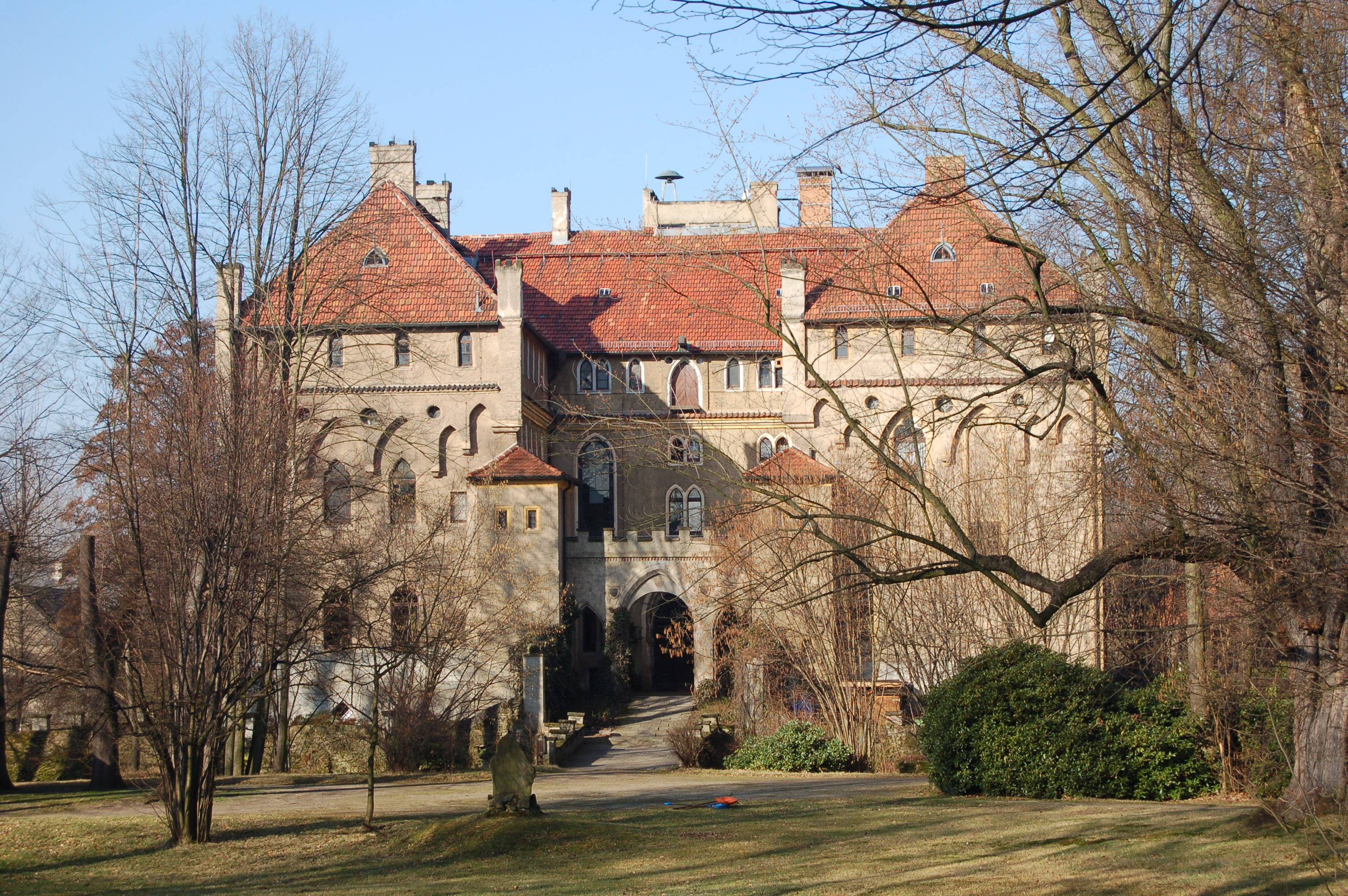
Vue du château, côté est.
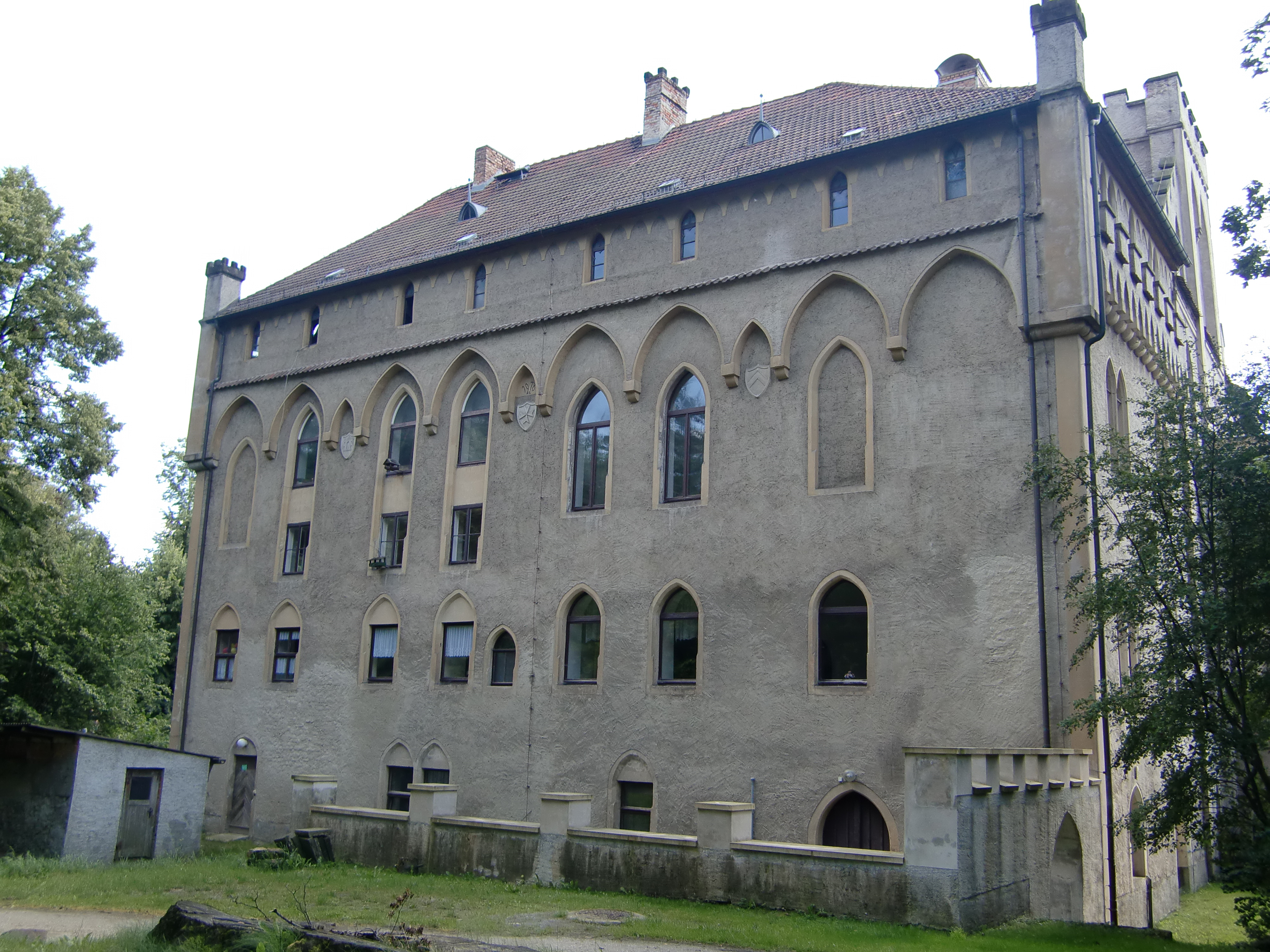
Côté nord.

## Source
- (de) Cet article est partiellement ou en totalité issu de l’article de Wikipédia en allemand intitulé « Schloss Seifersdorf » (voir la liste des auteurs).